# Rometta
Rometta er en italiensk kommune (landsbykommune) beliggende i området Messina i regionen Sicilia, som ligger ca. 35 km vest for byen Messina.
I 2004 var indbyggertallet ca. 6.500 personer og kommunen dækkede et areal på 32,5 km².

## Galleri
- Porta Milazzo
- Rometta Sicilia orientale
- Chiesa Madre intitolata a Maria S.S.Assunta
- Municipio